# Stöppelhaene

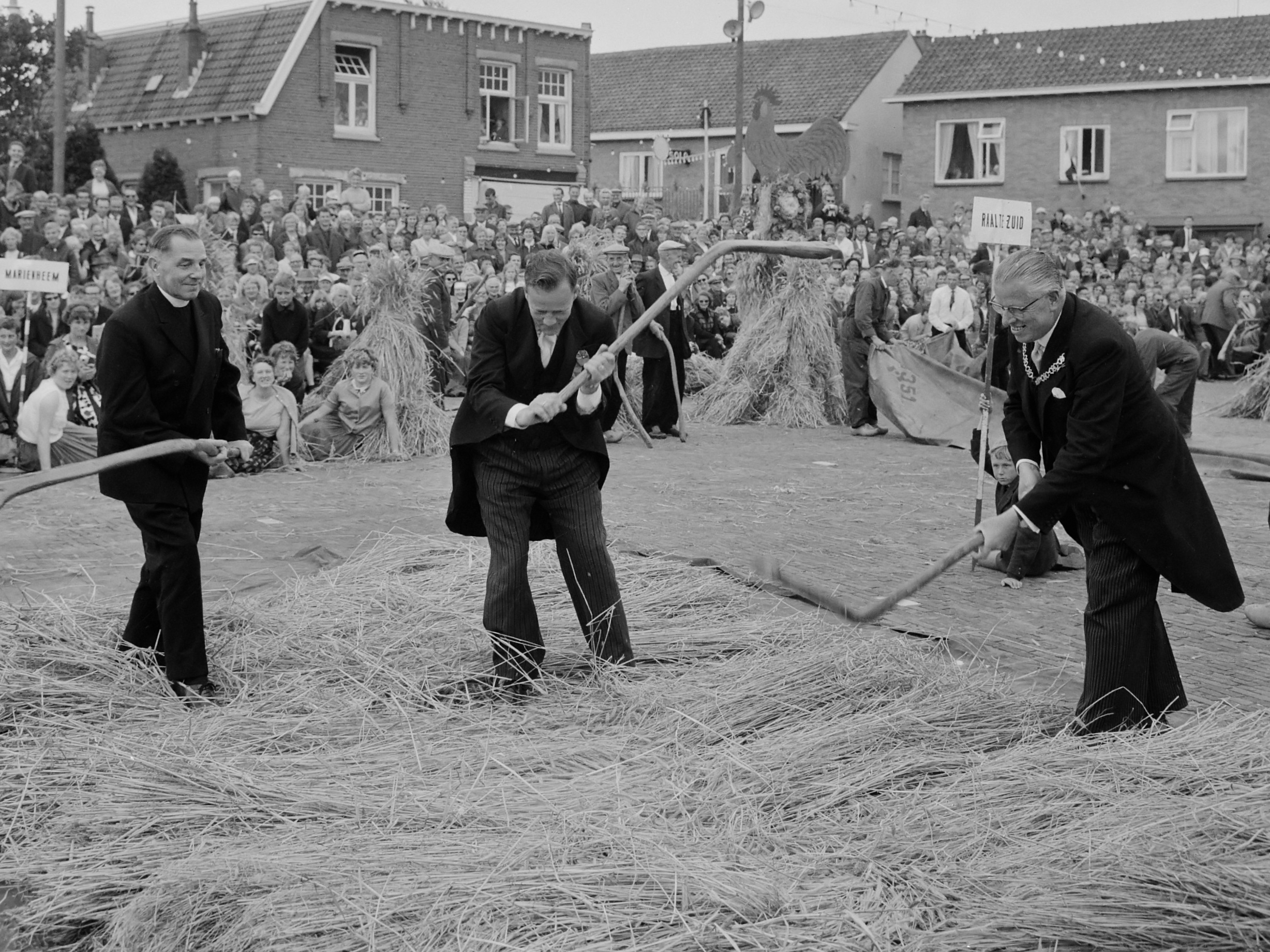
Stöppelhaene 1964: burgemeester Ganzeboom en andere notabelen aan de slag met de dorsvlegel

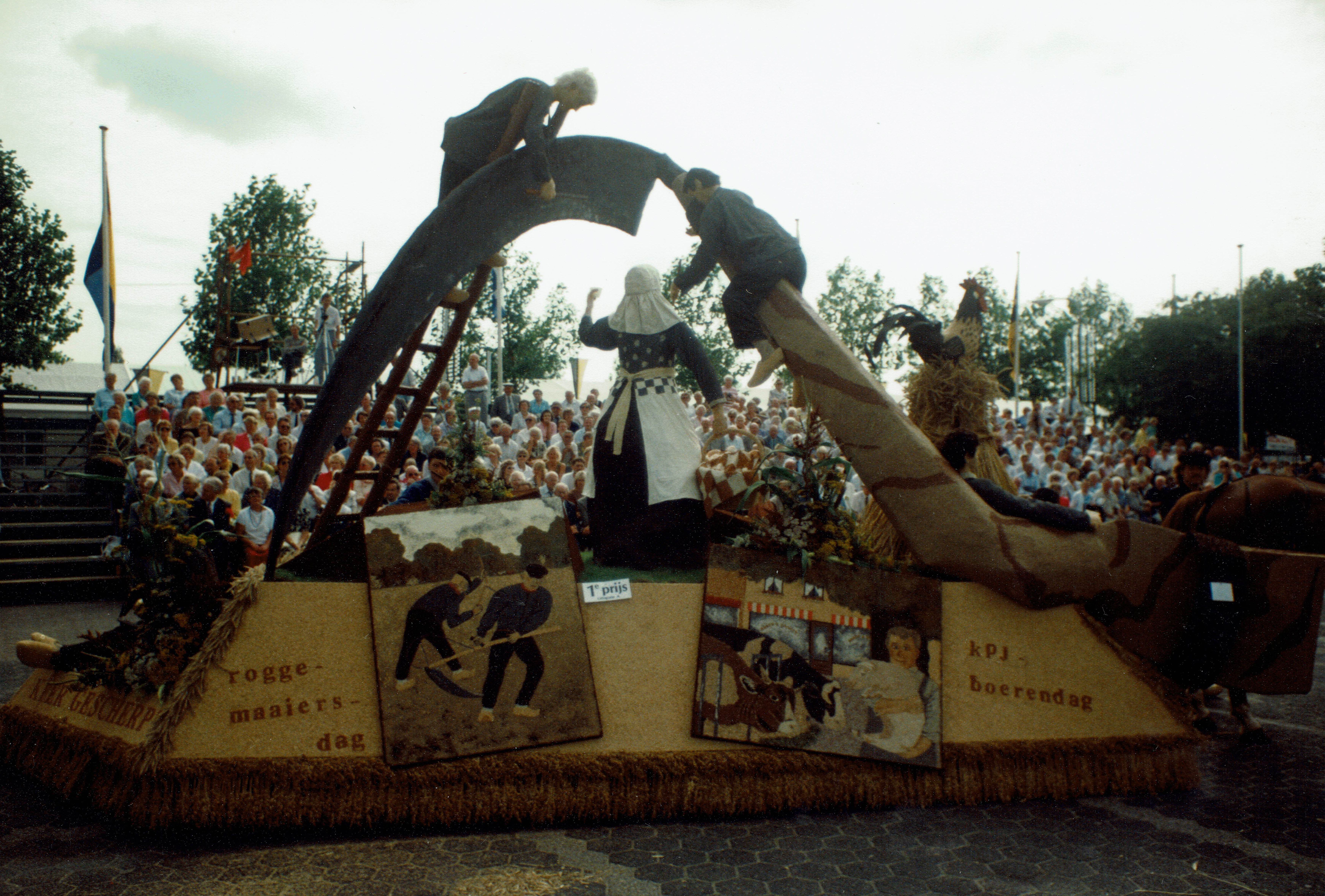
Stöppelheane optocht met wagens met afbeeldingen van zaden gemaakt

Stöppelhaene is een oogstdankfeest en festival in de Sallandse plaats Raalte in de provincie Overijssel. 
De boerenbevolking van Twente en Salland had vroeger de gewoonte om na het inhalen van de oogst Stoppelhaene te vieren. In verschillende dorpen is deze folkloristische gewoonte tot een jaarlijks terugkerend festijn uitgegroeid, dat hoofdzakelijk bestond uit een feestmaal voor het boerengezin en het personeel, dat geholpen had bij de oogst.
In 1951 werd de eerste moderne Stöppelhaene gevierd in Raalte. Het feest tracht de oude oogstgebruiken levend te houden. Daarnaast is er een oogstcorso. Wagens worden versierd met oogstproducten; vooral zaden, maar ook andere landbouwgewassen. Er zijn ook loopgroepen en kinderen versieren hun fietsen en skelters om mee te doen met de optocht. Stöppelhaene begint eind juli (de zaterdag rond de feestdag van Sint Jakobus (in de streektaal Sint Joapik)) met het met de hand maaien en binden van rogge tijdens de Roggemaaiersdag. Het oogstfestival wordt gedurende vijf dagen aan het einde van de maand augustus gehouden.
Ter gelegenheid van Stöppelhaene wordt elk jaar een inzameling gehouden ten behoeve van een agrarisch project in een ontwikkelingsland. Het symbolisch aanbieden van deze oogstgave aan de geestelijkheid vormt een van de hoogtepunten van het programma op donderdagmiddag.
Artiesten als Guus Meeuwis, Jan Smit, Krezip en VanVelzen hebben op het festival opgetreden. In 2008 kwamen onder andere BLØF, Leaf, Nick & Simon en de Sjonnies. In 2009 kwamen onder anderen Don Diablo, Ilse de Lange, Jan Smit, Miss Montreal, Wolter Kroes en de Sjonnies. In 2010 waren er onder anderen Kane, Waylon, Nick en Simon, Frans Duijts, Evers slaat door en Jovink. In 2011 kwamen onder anderen Guus Meeuwis, Within Temptation, Hardwell, René Schuurmans, Ronnie Ruysdael, Peter Pan Speedrock, De Wolff en DJ D-Lirious. In 2016 waren er grote namen als Marco Borsato, Guus Meeuwis, Maan, DI-RECT, Bökkers, Douwe Bob & Miss Montreal.
Stöppelhaene staat op de 19de plek van grootste festivals in Nederland.